# アロンテ
アロンテ（伊: Alonte）は、イタリア共和国ヴェネト州ヴィチェンツァ県にある、人口約1,600人の基礎自治体（コムーネ）。

## 地理

### 位置・広がり

#### 隣接コムーネ
隣接するコムーネは以下の通り。
- ロニーゴ
- オルジャーノ
- ヴァル・リオーナ

### 気候分類・地震分類
気候分類では、zona E, 2448 GGに分類される。
また、イタリアの地震リスク階級 (it) では、zona 3 (sismicità bassa) に分類される。